# Cryptanura llera
Cryptanura llera là một loài tò vò trong họ Ichneumonidae.